# Jean-Claude Juncker
Jean-Claude Juncker, luksemburški politik, nekdanji predsednik luksemburške vlade (1995-2013) in nekdanji predsednik Evropske komisije, * 9. december 1954, Redange, Luxembourg.

## Življenjepis
Bil je vodja vlade z najdaljšim stažem v katerikoli izmed članic Evropske unije, in v času odhoda, tudi kot nosilec enega najdlje trajajočih mandatov izmed demokratično izbranih vodstev v svetu. Bil je tudi luksemburški finančni minister (1989-2009) in prvi stalni predsednik Evroskupine (2005-2013), v času, ki je zajemal tudi vrhunec evropske finančne in dolžniške krize.

### Predsednik Evropske komisije
Glavni članek: Komisija Jean-Claudea Junckerja
Juncker je na volitvah v evropski parlament 2014 bil kandidat Evropske ljudske stranke (angl. European People's Party; EPP) za mesto Predsednika Evropske komisije; na teh volitvah je EPP prejela večino vseh glasov. 27. junija 2014 je postal uradni mandatar Evropskega sveta za ta položaj , 15. junija 2014 pa ga je kot mandatarja potrdil z večino glasov (422 od skupaj 729) tudi Evropski parlament.  Svojega predhodnika Joseja Manuela Barroso je po potrditvi kandidatov za komisarje v pisarni zamenjal novembra 2014.
Začetek njegovega vodenja komisije je zaznamovala davčna afera, saj se je izkazalo, da je v času njegovega vodenja vlade Luksemburg sklenil številne »davčne dogovore«, s katerimi so različne multinacionalke v Luksemburgu plačale znatno manj davka na dobiček, kot bi ga sicer plačale v državah, kjer so ta dobiček v resnici ustvarile. Kredibilnost vodenja boja proti davčnim oazam, kar je ena prioritet Evropske komisije, je tako glede na svoja pretekla dejanja postavil pod vprašaj; Luksemburg je sicer legalno dogovarjanje nepravično izkoristil na škodo ostalih držav.
Na slovenskem področju je prah dvignila tudi domnevna Junckerjeva pristranskost v določenih pravnih aktih, predvsem v primeru z zaščito kraškega terana, kjer je bila Hrvaški kljub drugačni odločitvi sodišča dovoljena uporaba imena, ter pasivnost pri zahtevi uveljavljanja arbitražne odločbe med Slovenijo in Hrvaško, ki jo je Hrvaška zavračala.
Zaradi težav pri konstruiranju nove komisije Ursule von der Leyen, je morala Junckerjeva komisija mandat podaljšati za en mesec, do konca novembra 2019. Ob predaji poslov je na zadnji novinarski konferenci Juncker dejal, da svoji naslednici ne bo dajal javnih nasvetov. Ji je pa dejal, da naj pazi na Evropo, ter izrazil skrb, da v nekaterih državah članicah Evropske unije vladavina prava ni dovolj spoštovana.
Junckerjev mandat so zaznamovali tudi prijateljski odnosi in rokovanja s političnimi gosti, saj jih je rad pozdravljal z objemi, poljubi ter vzdevki. Pozornost je vzbudil tudi, ko se je med novinarsko konferenco s hrvaško predsednico Kolindo Grabar-Kitarović., oglasil na telefon ter se pogovarjal z ženo; podobno se je zgodilo na novinarski konferenci s slovaškim premierjem Ficem. Med obiskom v Sloveniji je takratnega premierja Mira Cerarja vprašal, ali igra golf ali seksa. Cerar mu je odgovoril da slednje, na kar je Juncker dejal, da pa on ne počne nič od tega.

### Zasebno
Od leta 1979 je poročen s Christiane Frising in nima otrok. Zaradi prometne nesreče leta 1989 trpi za išiasom, ki mu povzroča težave pri hoji.
Poleg luksemburščine, tekoče govori angleško, francosko, nemško in latinsko.

## Galerija
- Juncker leta 2006.
- Juncker s takratnim slovenskim premierjem Borutom Pahorjem leta 2010.
- Izjava za medije pred kongresom ELS v Varšavi.
- Reklamni avtobus za kampanjo leta 2014.
- Vrh skupine G7
- Z ameriškim predsednikom Donaldom Trumpom ter predsednikom Evropskega sveta Donaldom Tuskom.
- S predsedniki (vlad) držav Evropske unije.